# Habitatge a la plaça de la Creu, 13 (Tremp)
L'Habitatge a la plaça de la Creu, 13 és un edifici de Tremp (Pallars Jussà) protegit com a Bé Cultural d'Interès Local.

## Descripció
Es tracta d'un edifici entre mitgeres situat a la Plaça de la Creu. Es tracta d'una construcció de tres altures, planta baixa, pis i golfes, i destaca per l'ordenació simètrica. Tot i comptar amb una façana senzilla, cal destacar que les obertures són en forma d'arc rebaixat, excepte les golfes que s'n de forma quadrangular, i presenten un emmarcat de pedra.